# Pokémon Rumble Rush
Pokémon Rumble Rush (ポケモンスクランブルSP?, Pokémon Scramble SP) è un videogioco della serie Pokémon sviluppato da Ambrella per Android e iOS. Il videogioco free-to-play era stato annunciato nel 2017 con il titolo Pokéland (ポケランド?) e distribuito da The Pokémon Company in versione alfa tramite Google Play.
Dal 22 luglio 2020 non è più possibile utilizzare o installare l'applicazione.

## Sviluppo
Il gioco era originariamente in fase di sviluppo con il titolo Pokéland, ed è stato rivelato a maggio 2017. Pokéland doveva essere simile alla serie Rumble, sebbene realizzato per gli smartphone. Dopo l'annuncio si tenne un alpha test solo per Android, che copriva sei isole, oltre cinquanta stadi e oltre 130 Pokémon, e si tenne fino al 9 giugno di quell'anno, sebbene The Pokémon Company non abbia rilasciato ulteriori notizie fino all'uscita di maggio 2019.